# Olcenengo
Olcenengo (Osneng in piemontese) è un comune italiano di 779 abitanti della provincia di Vercelli in Piemonte.

## Storia
Il primo documento che riporti il nome di Olcenengo risale al 964, quando Ingone, vescovo di Vercelli, ristabilisce l'antica usanza di battezzare i bambini di fronte all'altare di Sant'Eusebio. Il paese era originariamente possesso della famiglia Avogadro, che proprio qui creerà il ramo degli Avogadro di Olcenengo e che nel XIII secolo edificherà il locale castello, oggi inglobato in una cascina e del quale rimangono una torre e qualche traccia della cinta muraria.
Nel 1596 il duca Emanuele I investirà feudatario il vercellese Eusebio Arona.

### Simboli
Lo stemma comunale è stato concesso con regio decreto del 10 giugno 1929.
Il gonfalone, concesso con D.P.R. del 19 settembre 1994, è un drappo di giallo.

## Monumenti e luoghi d'interesse
- Chiesa dei Santi Quirico e Giulitta, ampliata nel 1880.

## Società

### Evoluzione demografica
La popolazione residente si è dimezzata nell'arco degli ultimi cento anni.
Abitanti censiti

## Infrastrutture e trasporti
Nel territorio del comune passa il percorso storico della Via Francigena, proveniente da Santhià e San Germano Vercellese e dirigentesi successivamente verso Vercelli.

## Amministrazione
Sindaco eletto nella consultazione del 26 maggio 2019 è risultata Anna Maria Ranghino, a capo di una lista civica.

## Sport

### Calcio
L'U.S.Olcenengo Calcio disputa il campionato amatoriale CSI della provincia di Vercelli e milita in Serie A CSI.

### Rugby
Dal 2011 al 2014 era attiva in paese la società Rugby Sant'Andrea dedicata soprattutto ai settori giovanili.